# Grubbtjärnen, Västerbotten
Grubbtjärnen är en sjö i Skellefteå kommun i Västerbotten och ingår i Sävaråns huvudavrinningsområde. Sjön har en area på 0,0454 kvadratkilometer och ligger 272,9 meter över havet. Grubbtjärnen ligger i Vitbergen Natura 2000-område.

## Delavrinningsområde
Grubbtjärnen ingår i det delavrinningsområde (717402-168562) som SMHI kallar för Mynnar i 717276-168498. Medelhöjden är 336 meter över havet och ytan är 3,24 kvadratkilometer. Det finns inga avrinningsområden uppströms utan avrinningsområdet är högsta punkten. Vattendraget som avvattnar avrinningsområdet har biflödesordning 3, vilket innebär att vattnet flödar genom totalt 3 vattendrag innan det når havet efter 121 kilometer. Avrinningsområdet består mestadels av skog (98 procent). Avrinningsområdet har 0,05 kvadratkilometer vattenytor vilket ger det en sjöprocent på 1,4 procent.